# Windpark Bingen
Der Windpark Bingen ist ein in Bau befindlicher Windpark bei Bingen auf den Gemarkungen von Bingen und Hitzkofen im Landkreis Sigmaringen.

## Geschichte
Die Entwicklung des Windparks Bingen begann 2016 mit der Standortprüfung und der Flächensicherung durch Pachtverträge. Eine positive Machbarkeitsstudie bestätigte die Umsetzbarkeit.
Im Jahr 2017 wurde eine einjährige Windmessung durchgeführt. Basierend darauf erfolgten 2018 die Festlegung der Anlagenstandorte, Zufahrtswege und die Planung der Kabeltrasse.
Die Genehmigungsphase dauerte von 2019 bis 2022, in der Gutachten erstellt und Anträge eingereicht wurden. Im Juni 2023 erteilte das Landratsamt Sigmaringen die Genehmigung für die acht Windenergieanlagen. Nach der Genehmigung nahm das Projekt 2023 an der EEG-Ausschreibung teil und erhielt im Dezember 2023 den EEG-Zuschlag der Bundesnetzagentur für 20 Jahre.
Die bauliche Umsetzung startete im Februar 2024 mit Flächenrodungen von 5,7 Hektar Wald, aus denen 1500 Festmeter Holz gewonnen wurden, drei Hektar der gerodeten Fläche sollen wiederaufgeforstet werden. Im Juli und August 2024 wurden die Stellflächen vorbereitet. Von September bis Dezember 2024 folgten die Errichtung der Kranstellflächen und Zuwegungen.
Im Januar 2025 begannen schließlich die Arbeiten an den Fundamentgruben und der Kabeltrasse.

## Lage
Der Windpark Bingen erstreckt sich über die Gemarkungen Bingen (WEA 1–6) und Hitzkofen (WEA 7 und 8). Die Windenergieanlagen sind von den umliegenden Ortschaften wie folgt entfernt: Hochberg liegt etwa 1,5 km westlich von WEA 1. Egelfingen befindet sich circa 1,7 km nordöstlich der WEA 1, 2 und 3. Der Ort Bingen selbst ist rund 2 km südöstlich der WEA 4 und WEA 6 gelegen. Die Stadt Sigmaringen ist etwa 5 km südwestlich des Windparks zu finden, während Riedlingen circa 13 km östlich und Gammertingen 11 km nördlich liegen.
In der Umgebung gibt es zusätzliche Windenergieanlagen. Etwa 6 km südöstlich, bei Mengen, steht eine Vestas-V52-Windenergieanlage mit einer Generatorleistung von 0,85 MW, einer Nabenhöhe von 60 Metern und einem Rotordurchmesser von 80 Metern. Rund 8 km nördlich, bei Veringenstadt, befindet sich eine Enercon E-138-Anlage mit einer Generatorleistung von 4,00 MW, einer Nabenhöhe von 160 Metern und einem Rotordurchmesser von 138 Metern.

### Schutzgebiete
Der Windpark Bingen liegt vollständig innerhalb des Naturparks Obere Donau. Einzelne Windenergieanlagen grenzen zudem an weitere Schutzgebiete oder liegen in deren Nähe:
- WEA 3 grenzt direkt an das Biotop Erzlöcher N Bingen.[4]
- WEA 8 ist etwa 230 Meter und WEA 7 circa 280 Meter von einem Ausläufer des FFH-Gebiets Gebiete um das Laucherttal entfernt.[5]
- WEA 5 liegt ungefähr 250 Meter südlich und WEA 1 etwa 140 Meter südlich des Landschaftsschutzgebiets Riedlinger Alb.[6]
- WEA 6 befindet sich circa 70 Meter vom Biotop Erzlöcher NO Bingen und rund 140 Meter vom Biotop Pflanzenstandort Schellenfeld N Hitzkofen entfernt.[7]
- Schließlich ist WEA 7 etwa 170 Meter von zwei Teilflächen des Biotops Erzlöcher im Hitzkofer Wald entfernt.[8]

### Fauna
Im Bereich des Windparks Bingen wurden mehrere geschützte Tierarten nachgewiesen.
Fledermäuse
- Nordfledermaus (Eptesicus nilssonii)[10]
- Zwergfledermaus (Pipistrellus pipistrellus)[11]

Vögel
- Rotmilan (Milvus milvus)[12]
- Weißstorch (Ciconia ciconia)[13]

## Anlagen
Der Windpark Bingen nutzt Windenergieanlagen des Typs Enercon E-138 EP3. Jede Anlage verfügt über eine Nennleistung von 4.260 kW. Der Rotor hat einen Durchmesser von 138,25 Metern und wiegt etwa 18,5 Tonnen. Er ist als Luvläufer mit aktiver Rotorblattverstellung, Blattheizung und Hinterkamm ausgeführt. Bei einer Nabenhöhe von 160 Metern erreicht jede Anlage eine Gesamthöhe von 229,125 Metern (160 m Nabenhöhe + 138,25 m Rotordurchmesser / 2).
Die E-138 EP3 sind getriebelos konzipiert und arbeiten mit variabler Drehzahl und Vollumrichter. Ihre Auslegungslebensdauer beträgt 25 Jahre. Die Anlagen schalten sich bei einer Windgeschwindigkeit von 2,5 m/s ein und bei 28 m/s ab. Sie sind für eine Extremwindgeschwindigkeit in Nabenhöhe (3-s-Böe) von 59,5 m/s ausgelegt. Der Normalbetrieb ist bei Umgebungstemperaturen von −25 °C bis +40 °C gewährleistet, der Extrem-Temperaturbereich liegt bei −40 °C bis +50 °C. Die Netzeinspeisung und Anlagensteuerung erfolgen über ENERCON Wechselrichter. Der Schallleistungspegel variiert zwischen 99,0 und 106,0 dB(A).
Der Generator ist ein fremderregter Ringgenerator mit Direktantrieb und Luftkühlung. Das Maschinenhaus (Gondel) hat eine Länge von etwa 14 Metern und einen Durchmesser von rund 9 Metern.

### Tiefbau
Das Fundament jeder Anlage hat einen Durchmesser von circa 25 Metern, in das rund 130 Tonnen Stahl einbetoniert werden. Die Kabeltrasse wird in einem 40 cm breiten und maximal 1 m tiefen Graben verlegt und enthält drei Drehstromkabel mit einem Querschnitt von mindestens 630 mm² sowie ein Glasfaserkabel für die Datenanbindung.

### Messsysteme
Die Windenergieanlagen sind mit umn Graben verlegt und enthält drei Drehstromkabel mit einem Querschnitt von mindestens 630 mm² sowie ein Glasfaserkabel für die Datenanbindung.fassenden Messsystemen ausgestattet. Diese erfassen nicht nur die Windgeschwindigkeit, sondern auch die Windrichtung, Temperatur und Luftfeuchtigkeit. Zusätzlich ist eine spezielle Einrichtung für das Fledermaus-Monitoring installiert, welche kontinuierlich die Flugaktivitäten von Fledermäusen im Bereich der Anlagen registriert.

### Montage der Anlagen
Für die Errichtung der Windenergieanlagen wird ein Raupenkran mit einem 175 Meter langen Ausleger und einer maximalen Hebekapazität von 650 Tonnen eingesetzt. Nach dem Gießen des Fundaments wird zunächst der Betonteil des Turms errichtet. Darauf folgen die Stahlsektionen, die auf den Betonunterbau gesetzt werden. Anschließend werden Fundament, Betonsegmente und Stahlsektionen mittels Spannlitzen miteinander verspannt, um die Stabilität der gesamten Struktur zu gewährleisten. Im letzten Schritt wird das Maschinenhaus mit dem Generator auf die vorgesehene Turmhöhe von 157 Metern gehoben und dort montiert.
| Foto |                 | Baujahr | Name             | Standort | Beschreibung | Metadaten                                         | Belege |
| ---- | --------------- | ------- | ---------------- | -------- | ------------ | ------------------------------------------------- | ------ |
| BW   | Datei hochladen | 2025    | WEA 1 · Wikidata | Standort |              | P84(Architekt): P131(Ort):Bingen Region-ISO:DE-BW | [ 16 ] |
| BW   | Datei hochladen | 2025    | WEA 2 · Wikidata | Standort |              | P84(Architekt): P131(Ort):Bingen Region-ISO:DE-BW | [ 17 ] |
| BW   | Datei hochladen | 2025    | WEA 3 · Wikidata | Standort |              | P84(Architekt): P131(Ort):Bingen Region-ISO:DE-BW | [ 18 ] |
| BW   | Datei hochladen | 2025    | WEA 4 · Wikidata | Standort |              | P84(Architekt): P131(Ort):Bingen Region-ISO:DE-BW | [ 19 ] |
| BW   | Datei hochladen | 2025    | WEA 5 · Wikidata | Standort |              | P84(Architekt): P131(Ort):Bingen Region-ISO:DE-BW | [ 20 ] |
| BW   | Datei hochladen | 2025    | WEA 6 · Wikidata | Standort |              | P84(Architekt): P131(Ort):Bingen Region-ISO:DE-BW | [ 21 ] |
| BW   | Datei hochladen | 2025    | WEA 7 · Wikidata | Standort |              | P84(Architekt): P131(Ort):Bingen Region-ISO:DE-BW | [ 22 ] |
| BW   | Datei hochladen | 2025    | WEA 8 · Wikidata | Standort |              | P84(Architekt): P131(Ort):Bingen Region-ISO:DE-BW | [ 23 ] |

## Kompensationsmaßnahmen
Zur Kompensation der Eingriffe durch den Windpark Bingen werden sowohl lokale Maßnahmen als auch Ökokonto-Flächen genutzt. Die Gesamtfläche der Kompensationsmaßnahmen beträgt 455.102,06 m².

### Kompensationsmaßnahmen vor Ort
Ein wesentlicher Bestandteil ist die Stockrodung eines Hybrid-Pappelbestandes, wobei auf geringe Bodenverdichtung geachtet wird. Auf 3,2 Hektar (32.000 m²) werden etwa 26.600 Trauben-Eichen gepflanzt, ergänzt durch rund 4.500 Hainbuchen, Spitzahorne, Bergahorne und Winterlinden. Im Übergangsbereich zum Waldsaum erfolgen Pflanzungen von Wildobstbäumen. Bestehende Mähwiesen werden dauerhaft zweischürig gemäht und das Mähgut entfernt. Die Pflanzflächen werden eingezäunt und eine intensive Jagd ist vorgesehen. Die Wildwiese kann ungedüngt weitergenutzt werden. Die Fläche dieser direkten Kompensationsmaßnahmen beträgt 60.918,02 m².

### Ökokonto-Kompensation
Die Ökokonto-Kompensation erfolgt unter der Bezeichnung Immissionsschutzrechtliche Genehmigung zur Errichtung und Betrieb von 8 Windenergieanlagen, Flst. Nr. 2948, 2949, 2935, 2934, 2905, 2853 Gemarkung Bingen, Flst. Nr. 1391, Gemarkung Hitzkofen" mit dem Aktenzeichen der Zulassungsbehörde IV/41.3. Die hierfür herangezogenen 11 Flächen summieren sich auf 394.184,06 m2.

## Trivia
Für ein Fundament werden 220 Betonmischerladungen an einem Tag eingesetzt, wobei zusätzlich 130 Tonnen Stahl verbaut werden.